# 미국 제82공수사단의 전투 서열
다음은 미국 육군 제82공수사단의 시대별 전투 서열 목록이다.

## 제1차 세계 대전
- 제82사단, 본부; 1917년 8월 5일, 구상; 1917년 8월 25일 조직.[1]
- 제82사단, 본부병대[2][3]
- 제163보병여단
  - 제325보병연대
  - 제326보병연대
  - 제320기관총대대
- 제164보병여단
  - 제327보병연대
  - 제328보병연대
  - 제321기관총대대
- 제157야전포병여단[4]
  - 제319야전포병연대 (155 mm)
  - 제320야전포병연대 (75 mm)
  - 제321야전포병연대 (75 mm)
  - 제제307참호박격포포대
- 제319기관총대대
- 제307공병연대
- 제307야전통신대대
- 제82사단, 특수병력, 본부[5]
- 제307th Train 본부 및 헌병
  - 제307탄약 Train
  - 제307보급 Train
  - 제307공병 Train
  - 제307위생 Train
    - 제325, 326, 327, 328구급차중대 및 야전병원

## 전간기
제82사단은 전간기 동안 제4군단지역 (Fourth Corps Area)에 배정, 제14(XIV)군단에 예속된 사우스캐롤라이나주, 조지아주, 플로리다주의 조직된 예비군이었다.
1922년에서 1939년 개편으로 조지아주 메이컨의 제163보병여단은 애틀랜타으로, 매리에타의 제326보병연대는 애틀랜타으로, 플로리다주 잭슨빌의 제164보병여단은 템파로, 사우스캐롤라이나주 컬럼비아의 제157야전포병여단과 제320야전포병연대는 스파턴버그으로 옮겨갔다. 제82사단 Train, 병참대는 오거스타에서 제407방참연대로 개편되었고, 제1차 세계 대전에서 함께 싸웠던 제321야전포병연대가  조지아주 메이컨에서 제157야전포병여단에 예속되었다. 그리고 제82사단 항공근무대와 307번모터사이클중대(Motocycle Company. No. 307)는 편제표에서 사라졌다.
- 제82사단, 본부 - 사우스캐롤라이나주, 컬럼비아; 1921년 6월 24일 재구상, 1921년 9월 23일 조직.[1]
- 제82사단, 사단 본부; 1942년 2월 재편성.[1]
- 제82사단, 특수병력, 본부병대 - 사우스캐롤라이나주, 컬럼비아; 1942년 1월 30일, 해산
  - 본부중대 - 사우스캐롤라이나주, 컬럼비아; 1921년 6월 24일 재편성[2][3]
  - 제82통신중대 - 조지아주, 디케이터
  - 제307병기중대 (Medium) - 조지아주, 서배너
  - 제82전차중대 (Light) - 조지아주, 콜럼버스
- 제163보병여단 - 조지아주
  - 제325보병연 - 조지아주, 올버니
  - 제326보병연 - 조지아주
- 제164보병여단 - 플로리다주
  - 제327보병연대 - 사우스캐롤라이나주, 그린빌
  - 제328보병연대 - 플로리다주, 템파
- 제157야전포병여단 - 사우스캐롤라이나주
  - 제307탄약 Train - 사우스캐롤라이나주, 뉴베리
  - 제319야전포병연대 - 조지아주, 디케이터
  - 제320야전포병연대 - 조지아주
  - 제321야전포병연대 - 조지아주, 메이컨
- 제307공병연대 - 플로리다주, 잭슨빌
- 제307의무연대 - 조지아주, 메이컨
- 제407병참연대 - 조지아주

## 제2차 세계 대전
- 제82공수사단, 본부; 1942년 8월 15일 재편성.[1]
- 제325글라이더보병연대
- 제504낙하산보병연대; 1942년 8월 15일; 제327보병연대로 같은 날에 교대
- 제505낙하산보병연대; 1943년 2월 10일; 1943년 2월 4일 제326보병연대에서 떨어져 나옴
- 제507낙하산보병연대; 1944년 1월 14일 ~ 1945년 3일 1일
- 제508낙하산보병연대; 1944년 1월 14일 ~ 1945년 1월 21일; 1945년 1월 23일 ~ 5월 9일
- 제517낙하산보병연대; 1945년 1월 1 ~ 11일; 1945년 1월 23일 ~ 26일; 1945년 2월 3 ~ 5일; 1945년 2월 9 ~ 10일
- 제551낙하산보병연대, 1대대; 1944년 12월 26일 ~ 1945년 1월 13일; 1945년 1월 21 ~ 27일
- 제82공수사단 포병대
  - 제319글라이더야전포병대대 (75mm)
  - 제320글라이더야전포병대대 (75mm)
  - 제376낙하산야전포병대대 (75mm)
  - 제456낙하산야전포병대대 (75mm)
- 제80공수방공대대
- 제82공수통신중대
- 제307공수공병대대
- 제307공수의무중대
- 제82방첩파견대
- 제82공수사단, 특수병력, 본부; 1945년 2월 22일 재편성; 1945년 3월 1일, 프랑스에서 창설.[5]
  - 제82공수사단, 본부중대; 1942년 8월 15일 재편성[2][3]
  - 헌병소대
  - 정찰소대; 1945년 3월 1일, 배속
  - 의장소대; 제2차 세계 대전 종전 편입.
  - 군악대; 1945년 3월 1일, 배속
  - 제82공수군수정비중대
  - 제782공수정비중대
  - 제407공수통제중대
  - 제82보충중대; 1947년 12월 11일, 재편성 및 배속.[5]

## 1957년 펜토믹 편제
- 지휘통제대대
  - 본부 및 본부중대[2][3]
- 제1공수전투단
  - 제187보병; 1959년 2월 8일, 제24보병사단으로부터 재배속.
  - 제325보병
  - 제503보병; 1958년 7월 1일, 제24보병사단으로부터 재배속.
  - 제504보병; 1958년 12월 11일, 제8보병사단으로부터 재배속.
  - 제505보병; 1959년 1월 15일, 제8보병사단으로부터 재배속.
- 제2공수전투단
  - 제501보병
  - 제503보병; 1960년 6월 24일, 제24보병사단으로부터 재배속.
  - 제504보병; 1960년 5월 9일 배속
- 제82공수사단 포병대
  - 제319포병, A포대
  - 제319포병, B포대
  - 제319포병, C포대
  - 제320포병, D포대
  - 제320포병, E포대
  - 제377포병, B포대
- 제82의무중대
- 제82통신대대
- 제82항공중대
- 제17기병, A병대
- 제307공수공병대대
- 제407보급수송대대
  - B중대; 1945년 3월 1일, 제82병참낙하산보급정비중대
- 제782정비중대
- 지원단
  - 본부 및 본부중대; 1957년 9월 1일, 창설[7]
  - 본부 및 본부분견대대; 1958년 12월 15일, 재편성[7]

## 1964년, ROAD 편제
제82공수사단, 3여단은 1965년 4월, 도미니카 공화국에서 파워팩 작전, 1968년 1월 베트남 전쟁에 참전하였다. 3여단이 베트남 공화국에 전개할 동안 임시 제4여단이 편성되었다.
- 제82공수사단, 본부 및 본부중대; 1964년 5월 25일, 재편성.[1]
- 제1여단; 1964년 1월 16일, 재편성.[2]
  - 여단 본부 및 본부중대; 1964년 5월 25일, 재편성.[3]
  - 제504낙하산보병연대, 1대대
  - 제504낙하산보병연대, 2대대
  - 제508낙하산보병연대, 2대대
- 제2여단; 1964년 3월 6일, 재편성.; 1964년 5월 25일 재소집[9]
  - 여단 본부 및 본부중대; 1964년 1월 21일, 재편성.[10]
  - 제325낙하산보병연대, 1대대
  - 제325낙하산보병연대, 2대대
  - 제325낙하산보병연대, 3대대
- 제3여단 "Golden Brigade"; 1964년 3월 6일, 재편성; 1964년 5월 25일 재소집.[11]
  - 여단 본부 및 본부중대; 1964년 1월 21일, 재편성.[12]
  - 제505보병, 1대대 (공수)
  - 제505보병, 2대대 (공수)
  - 제508보병, 1대대 (공수)
  - 제321포병, 2대대
  - 제82항공대대, A중대
  - 제17기병, 1전대, B병대 (기갑)
  - 제75보병, O중대 (레인저)
  - 제82지원대대
  - 제58통신중대
  - 제307공병대대, C중대 (공수)
  - 제408육군보안청분견대
  - 제52화학분견대
  - 제518군사첩보분견대
  - 제307의무대대 (공수)
    - 본부중대
    - A중대
- 제4여단 (임시); 1968년 7월 3일 구상; 1968년 7월 15일 창설; 1969년 12월 15일 해산[13]
  - 본부 및 본부중대; 1968년 7월 3일 구상; 1968년 7월 15일 창설[14]
  - 제325보병, 4대대
  - 제504보병, 3대대
  - 제505보병, 3대대
  - 제320포병, 3대대
- 제82공수사단 포병대
  - 본부 및 본부포대; 1964년[4]
  - 제319야전포병연대, 1대대
  - 제320야전포병연대, 1대대
  - 제321야전포병연대, 2대대 (105mm) (공수); 베트남 전쟁동안 제3여단 배속.
- 사단 지원사령부; 1964년 5월 25일, 창설.
  - 본부, 본부 및 군악대; 1964년 5월 25일[7]
  - 본부 및 본부중대; 1972년 9월 21일, 군악대 분리[7]
  - 군악대; 1964년 5월 25일, 사단 지원사령부 본부와 병합됨; 1972년 9월 21일, 분리
  - 제82행정중대
  - 제82항공대대
  - 제82통신대대
  - 제82군사첩보중대
  - 제82헌병중대
  - 제307공수공병대대
  - 제307의무대대
  - 제407보급수송대대
  - 제782정비대대
  - 제17기병연대, 1전대
  - 제60방공포병연대, 7대대
  - 제68기갑연대, 4대대 (공수)

## 1989년
- 제82공수사단, 본부 및 본부중대
- 제1여단
  - 제504낙하산보병연대, 1대대
  - 제504낙하산보병연대, 2대대
  - 제504낙하산보병연대, 3대대
- 제2여단
  - 제325낙하산보병연대, 1대대
  - 제325낙하산보병연대, 2대대
  - 제325낙하산보병연대, 4대대
- 제3여단
  - 제505낙하산보병연대, 1대대
  - 제505낙하산보병연대, 2대대
  - 제505낙하산보병연대, 3대대

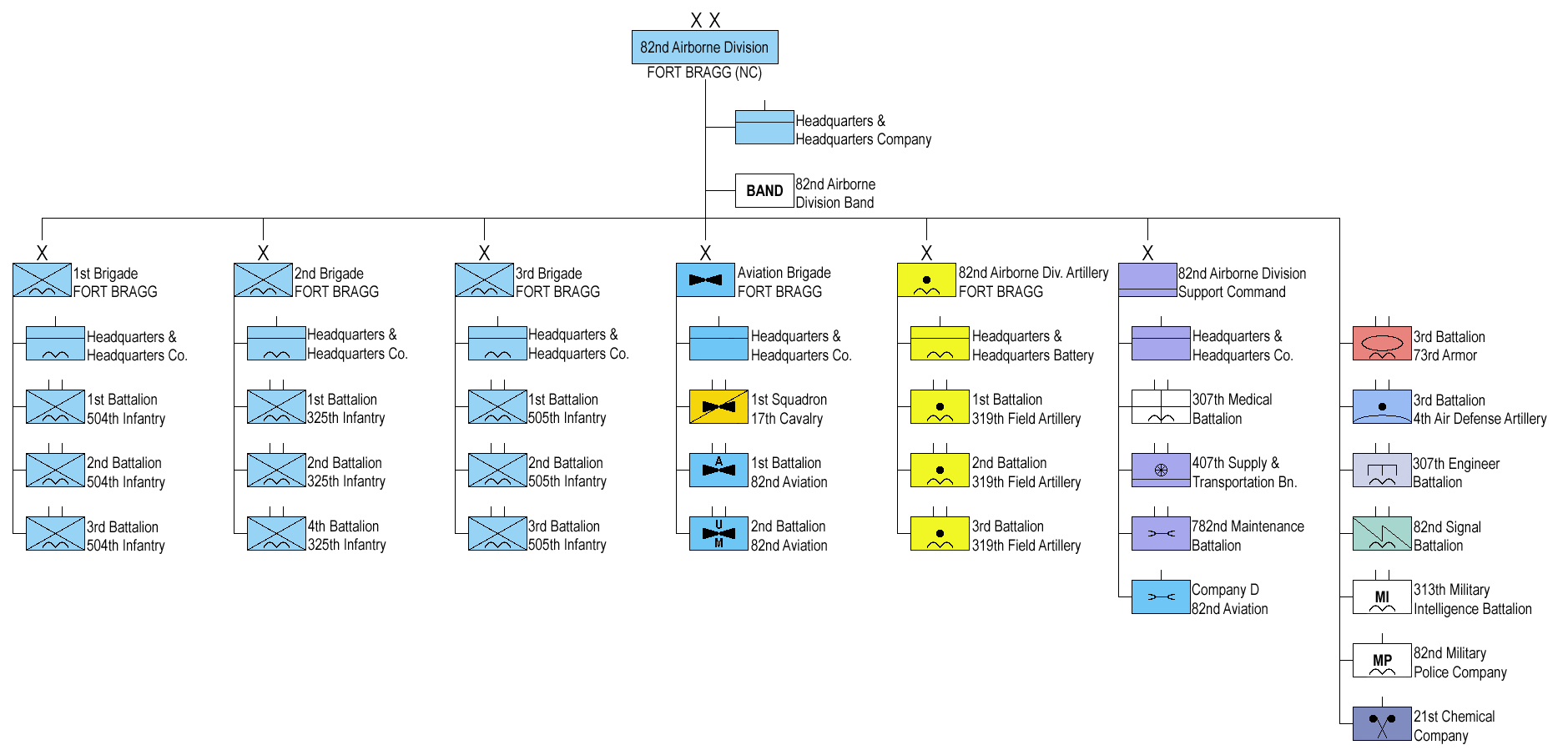
1989년도 전투서열 표

- 제82항공여단; 1986년 10월 1일 구상; 1987년 1월 15일 창설.[15]
  - 제7기병연대, 1전대
  - 제82항공연대, 1대대
  - 제82항공연대, 2대대
- 사단 포병대
  - 제319야전포병연대, 1대대
  - 제319야전포병연대, 2대대
  - 제319야전포병연대, 3대대
- 사단 지원사령부
- 제73기갑연대, 3대대
- 제4방공포병연대, 3대대
- 제307전투공병대대
- 제313군사정보대대
- 제82부관중대; 1975년 6월 21일 재편성, 1987년 9월 30일, 노스캐롤라이나주 포트 브래그에서 해산.[5]
- 제82헌병중대
- 제21화학중대

## 여단전투단

### 2006년, 4개 여단전투단
- 제82공수사단, 본부 및 전술지휘소[1]

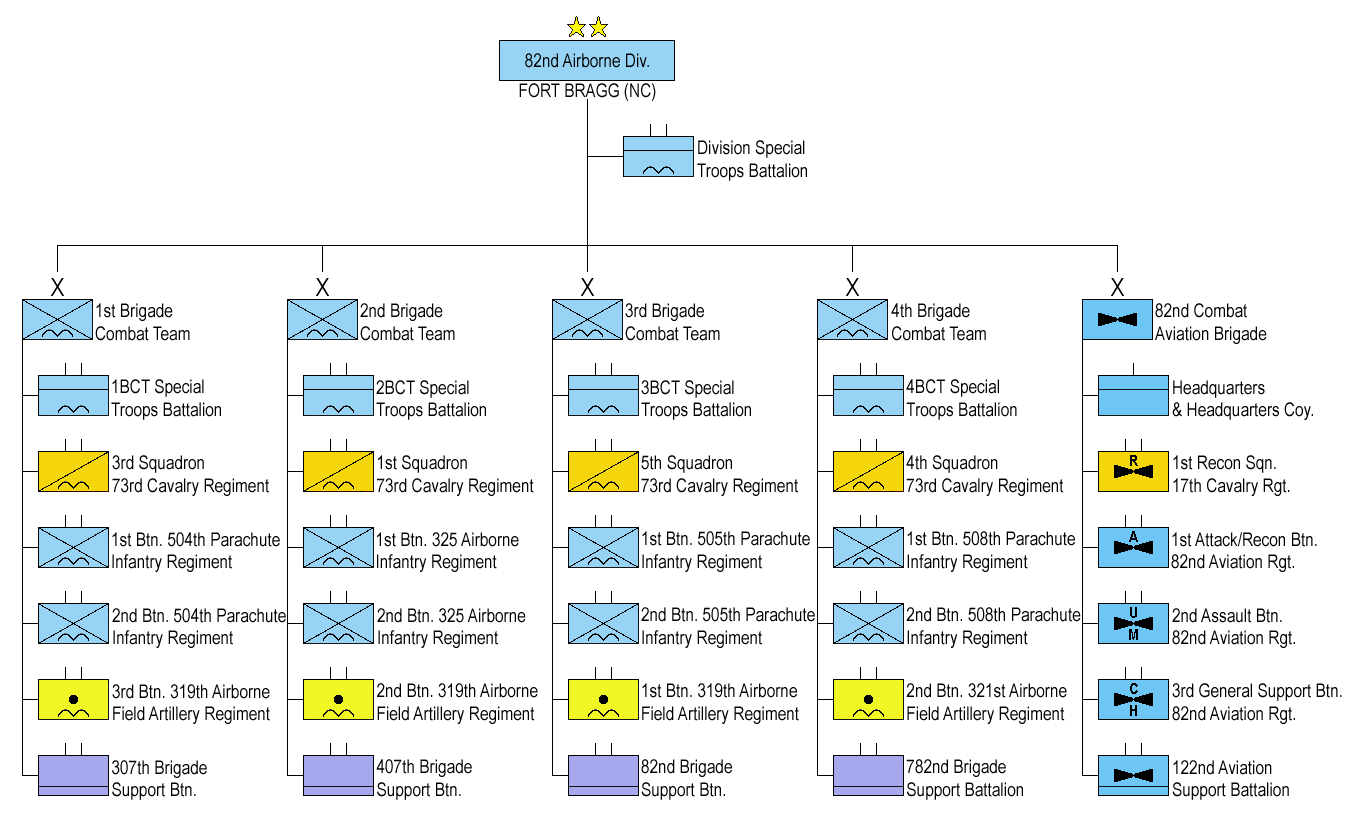
여단전투단 4각 편제 당시 제84공수사단의 전투서열

- 특수병력대대; 2006년 6월 16일, 재편성 및 재소집.[5]
- 제1여단전투단; 2006년 6월 16일, 재편성.[2]
  - 특수병력대대; 2006년 6월 16일, 재편성 및 재소집.[3]
  - 제73기병연대, 3전대
  - 제504보병연대, 1대대
  - 제504보병연대, 2대대
  - 제319야전포병연대, 3대대
  - 제307여단지원대대
- 제2여단전투단; 2006년 6월 16일, 재편성.[9]
  - 특수병력대대
  - 제73기병연대, 2전대
  - 제325보병연대, 1대대
  - 제325보병연대, 2대대
  - 제319야전포병연대, 2대대
  - 제407여단지원대대
- 제3여단전투단; 2006년 6월 16일, 재편성.[11]
  - 특수병력대대; 2006년 6월 16일, 재편성 및 재소집.[12]
  - 제73기병연대, 5전대
  - 제505보병연대, 1대대
  - 제505보병연대, 2대대
  - 제319야전포병연대, 1대대
  - 제82여단지원대대
- 제4여단전투단; 2006년 6월 16일, 재편성 및 재소집.[13]
  - 특수병력대대; 2006년 6월 16일, 재편성 및 재소집.[14]
  - 제73기병연대, 4전대
  - 제508보병연대, 1대대
  - 제508보병연대, 2대대
  - 제321야전포병연대, 2대대
  - 제782여단지원대대
- 제82공수사단 전투항공여단; 2006년 6월 16일, 재편성.[15]
  - 제13기병연대, 1전대
  - 제82항공연대, 1대대
  - 제82항공연대, 2대대
  - 제82항공연대, 3대대
  - 제122항공지원대대

비예속 지원부대
- 제82지원여단
  - 본부 및 본부중대; 2006년 2월 16일, 재편성[7]

### 2015년, 3개 여단전투단

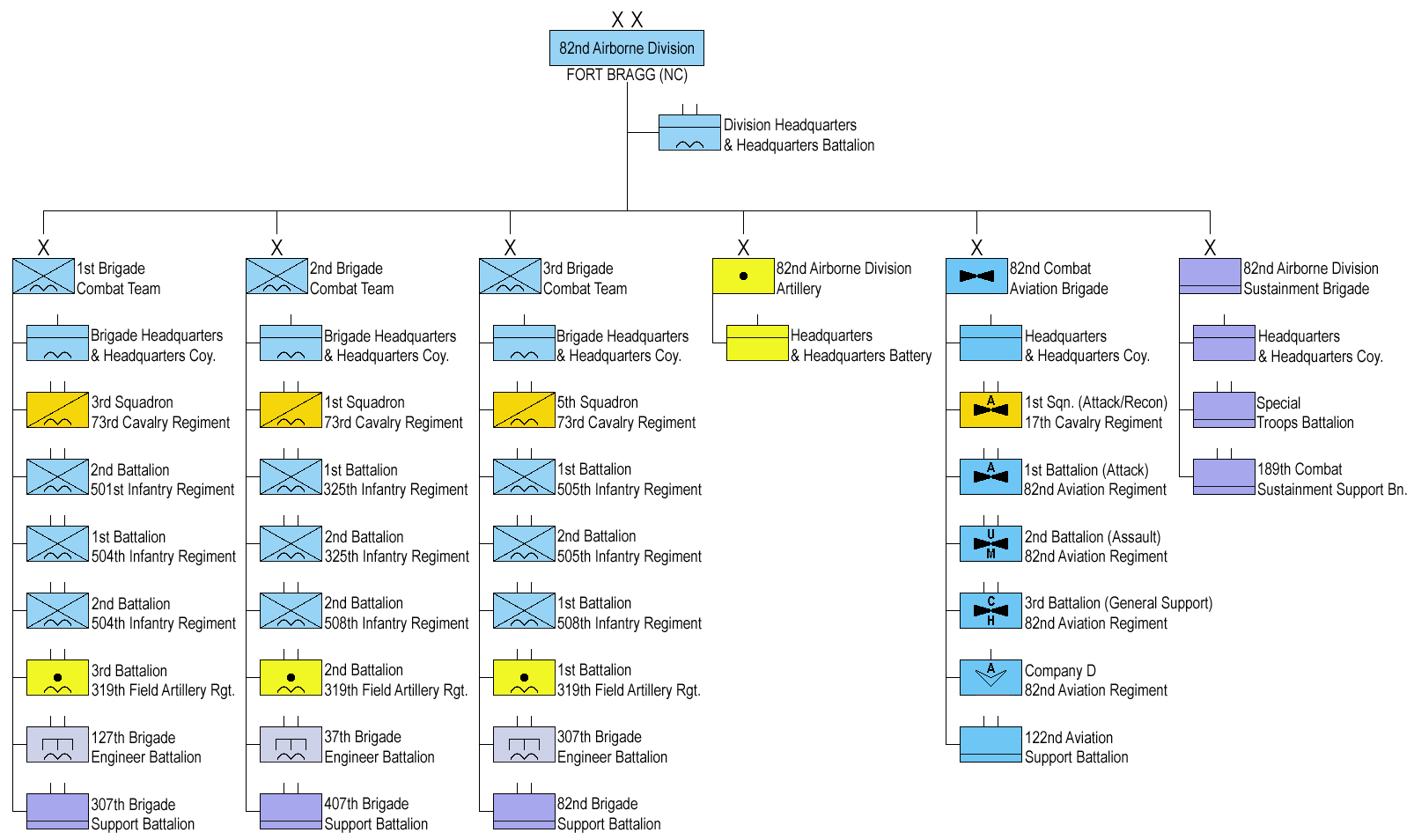
제84공수사단의 2014년 이후 전투서열

- 제82공수사단, 본부 및 본부대대; 2010년 10월 10일 재편성.[1]
- 제1여단전투단
  - 여단 본부 및 본부 중대
  - 제73기병연대, 제3전대
  - 제504보병연대, 제1대대
  - 제504낙하산보병연대, 제2대대
  - 제501보병연대, 제2대대
  - 제319야전포병연대, 제3대대
  - 제127여단공병대대
  - 제307여단지원대대
- 제2여단전투단
  - 여단 본부 및 본부 중대
  - 제73기병연대, 1전대
  - 제325보병연대, 1대대
  - 제325공수보병연대, 제2대대
  - 제508보병연대, 2대대
  - 제319야전포병연대, 2대대
  - 제37여단공병대대
  - 제407여단지원대대
- 제3여단전투단
  - 여단 본부 및 본부 중대
  - 제73기병연대, 5전대
  - 제505보병연대, 1대대
  - 제505낙하산보병연대, 2대대
  - 제508보병연대, 3대대
  - 제319야전포병연대, 1대대
  - 제307여단공병대대
  - 제82여단지원대대
- 제82공수사단 포병대
  - 본부 및 본부포대; 2014년 10월 16일, 재소집[4]
- 제82공수사단 전투항공여단
  - 여단 본부 및 본부 중대
  - 제17기병연대, 1전대
  - 제82항공연대, 1대대
  - 제82항공연대, 2대대
  - 제82항공연대, 3대대
  - 제122항공지원대대
- 제82공수사단 지원여단; 2015년 5월 21일, 예속[16]
  - 제82특수병력대대
  - 제189전투유지지원대대

## 참고
1. 1 2 3 4 5 6 7  “Headquarters and Headquarters Battalion, 82d Airborne Division (ALL AMERICAN)”. 《history.army.mil》 (영어). 미국 육군 역사관. 2017년 3월 9일. 2017년 7월 1일에 원본 문서에서 보존된 문서. 2019년 5월 17일에 확인함.
2. 1 2 3 4 5 6  “HEADQUARTERS, 1st BRIGADE COMBAT TEAM, 82d AIRBORNE DIVISION”. 《history.army.mil》 (영어). 미국 육군 역사관. 2011년 12월 20일. 2020년 9월 3일에 원본 문서에서 보존된 문서. 2019년 5월 17일에 확인함.
3. 1 2 3 4 5 6  “SPECIAL TROOPS BATTALION, 1st BRIGADE COMBAT TEAM, 82d AIRBORNE DIVISION”. 《history.army.mil》 (영어). 미국 육군 역사관. 2011년 12월 20일. 2017년 7월 2일에 원본 문서에서 보존된 문서. 2019년 5월 17일에 확인함.
4. 1 2 3  “Headquarters and Headquarters Battery, 82d Airborne Division Artillery”. 《history.army.mil》 (영어). 미국 육군 역사관. 2017년 3월 9일. 2019년 5월 17일에 확인함.
5. 1 2 3 4 5  “Special Troops Battalion,   82d Airborne Division”. 《history.army.mil》 (영어). 미국 육군 역사관. 2007년 9월 12일. 2017년 7월 1일에 원본 문서에서 보존된 문서. 2019년 5월 17일에 확인함.
6. ↑  Steven E. Clay. 《The Arms: Major Commands and Infantry Organizations, 1919–41》 (PDF). U.S. Army Order of Battle 1919–1941 (영어) 1. Fort Leavenworth, KS: Combat Studies Institute Press. 252-253쪽. 2017년 6월 22일에 원본 문서 (PDF)에서 보존된 문서. 2019년 5월 14일에 확인함.
7. 1 2 3 4 5  “82d Sustainment Brigade”. 《history.army.mil》 (영어). 미국 육군 역사관. 2007년 6월 1일. 2019년 7월 6일에 확인함.
8. ↑  Steven J. Mrozek (1997). 《82nd Airborne Division》 (영어). Turner Publishing Company. 67쪽. ISBN 9781563113642. 2019년 5월 17일에 확인함.
9. 1 2  “HEADQUARTERS, 3d BRIGADE COMBAT TEAM, 82d AIRBORNE DIVISION” (영어). 미국 육군 역사관. 2010년 1월 22일. 2017년 7월 1일에 원본 문서에서 보존된 문서. 2019년 5월 17일에 확인함.
10. ↑  “Headquarters and Headquarters Company, 2d Brigade, 82d Airborne Division”. 《history.army.mil》 (영어). 미국 육군 역사관. 1996년 12월 31일. 2017년 7월 1일에 원본 문서에서 보존된 문서. 2019년 5월 17일에 확인함.
11. 1 2  “HEADQUARTERS, 3d BRIGADE COMBAT TEAM, 82d AIRBORNE DIVISION (THE GOLDEN BRIGADE)”. 《history.army.mil》 (영어). 미국 육군 역사관. 2011년 12월 14일. 2017년 7월 1일에 원본 문서에서 보존된 문서. 2019년 5월 17일에 확인함.
12. 1 2  “SPECIAL TROOPS BATTALION, 3d BRIGADE COMBAT TEAM, 101st AIRBORNE DIVISION”. 《history.army.mil》 (영어). 미국 육군 역사관. 2011년 8월 1일. 2017년 7월 1일에 원본 문서에서 보존된 문서. 2019년 5월 17일에 확인함.
13. 1 2  “HEADQUARTERS, 3d BRIGADE COMBAT TEAM, 82d AIRBORNE DIVISION (THE GOLDEN BRIGADE)”. 《history.army.mil》 (영어). 미국 육군 역사관. 2011년 12월 14일. 2017년 7월 1일에 원본 문서에서 보존된 문서. 2019년 5월 17일에 확인함.
14. 1 2  “Special Troops Battalion, 4th Brigade Combat Team, 82d Airborne Division”. 《history.army.mil》 (영어). 미국 육군 역사관. 2011년 8월 1일. 2017년 7월 1일에 원본 문서에서 보존된 문서. 2019년 5월 17일에 확인함.
15. 1 2  “Headquarters and Headquarters Company, Combat Aviation Brigade, 82d Airborne Division”. 《history.army.mil》 (영어). 미국 육군 역사관. 2008년 7월 16일. 2017년 7월 1일에 원본 문서에서 보존된 문서. 2019년 5월 17일에 확인함.
16. ↑  Drew Brooks (2015년 5월 18일). “82nd Airborne's division run at Fort Bragg kicks off All American Week” (영어). 노스캐롤라이나주 페이테빌 화이트필드 거리 458: fayobserver. 2017년 1월 23일에 확인함.